# Trattato di Tartu (Russia-Estonia)

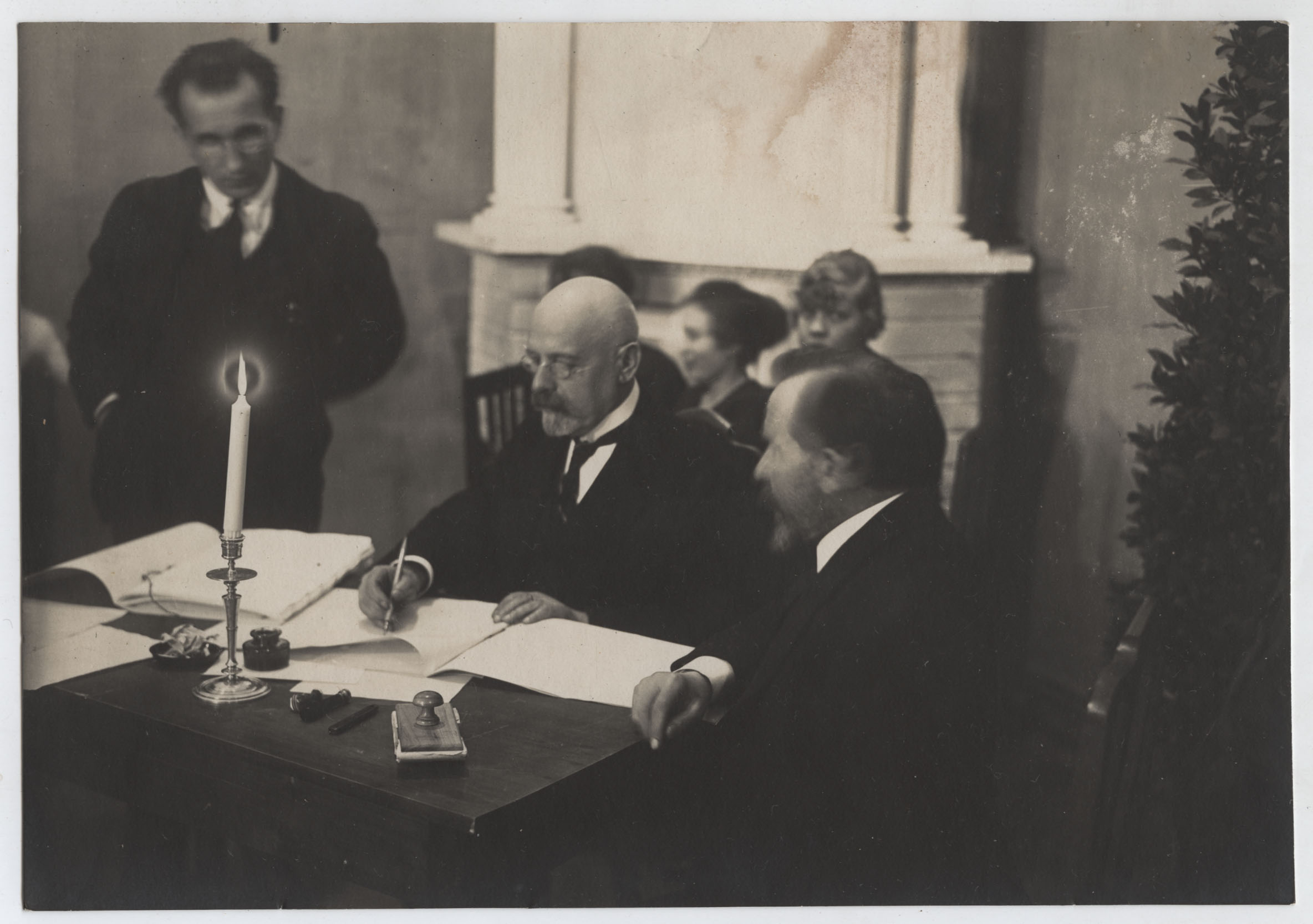
Il ministro degli esteri dell'Estonia - Jaan Poska, mentre sigla il trattato di Tartu (Russia-Estonia) a Tartu, il 2 febbraio 1920.

Il trattato di Tartu (in russo Тартуский мирный договор между РСФСР и Эстонией?, in estone: Tartu rahu, letteralmente "pace di Tartu") è un trattato stipulato tra Estonia e RSFS Russa il 2 febbraio 1920, dopo la guerra di indipendenza estone.

## Storia
L'Unione Sovietica ha ripetutamente violato questo trattato, a partire dall'occupazione sovietica dell'Estonia durante e dopo la seconda guerra mondiale. Successivamente la Federazione Russa, pur proclamandosi successore dello Stato sovietico non ha voluto mai riconoscere questo trattato.
I termini del trattato stabiliscono inoltre che la Russia avrebbe dovuto per sempre rinunciare a ogni diritto sul territorio dell'Estonia, che originariamente comprendeva oltre all'attuale territorio anche la zona a sud-est di Petseri e della sua contea e la zona di Jaanilinn, attuale Ivangorod, città del Kingiseppskij rajon, a est di Narva, per un totale di 2.000 km², circa.
Il 29 settembre 1960 il Consiglio europeo adottò una risoluzione che condannava l'occupazione militare dei Paesi Baltici da parte dell'URSS. Dall'indipendenza del 1991 l'Estonia rivendica questi territori, che per l'articolo 2 della Costituzione estone fanno parte della nazione estone, ma ad oggi essi rimangono sotto amministrazione russa.